# 203
203 (CCIII) je bilo navadno leto, ki se je po julijanskem koledarju začelo na soboto.

## Dogodki
- 1. januar

## Rojstva
- Elagabal (verjetno) - 25. cesar Rimskega cesarstva († 222)